# Жан Малуель
Жан Малуель (або Жан Малвал, фр. Jean Malouel, нід. Jan Maelwael 1370, Неймеген — 1415, Діжон) — французький художник зламу 14-15 століть, нідерландець за походженням. З родини Малуель також походять брати Лімбург (Поль, помер 14416, Еннекен та Ерман, померли до 1434 року).

## Зникле Бургундське герцогство

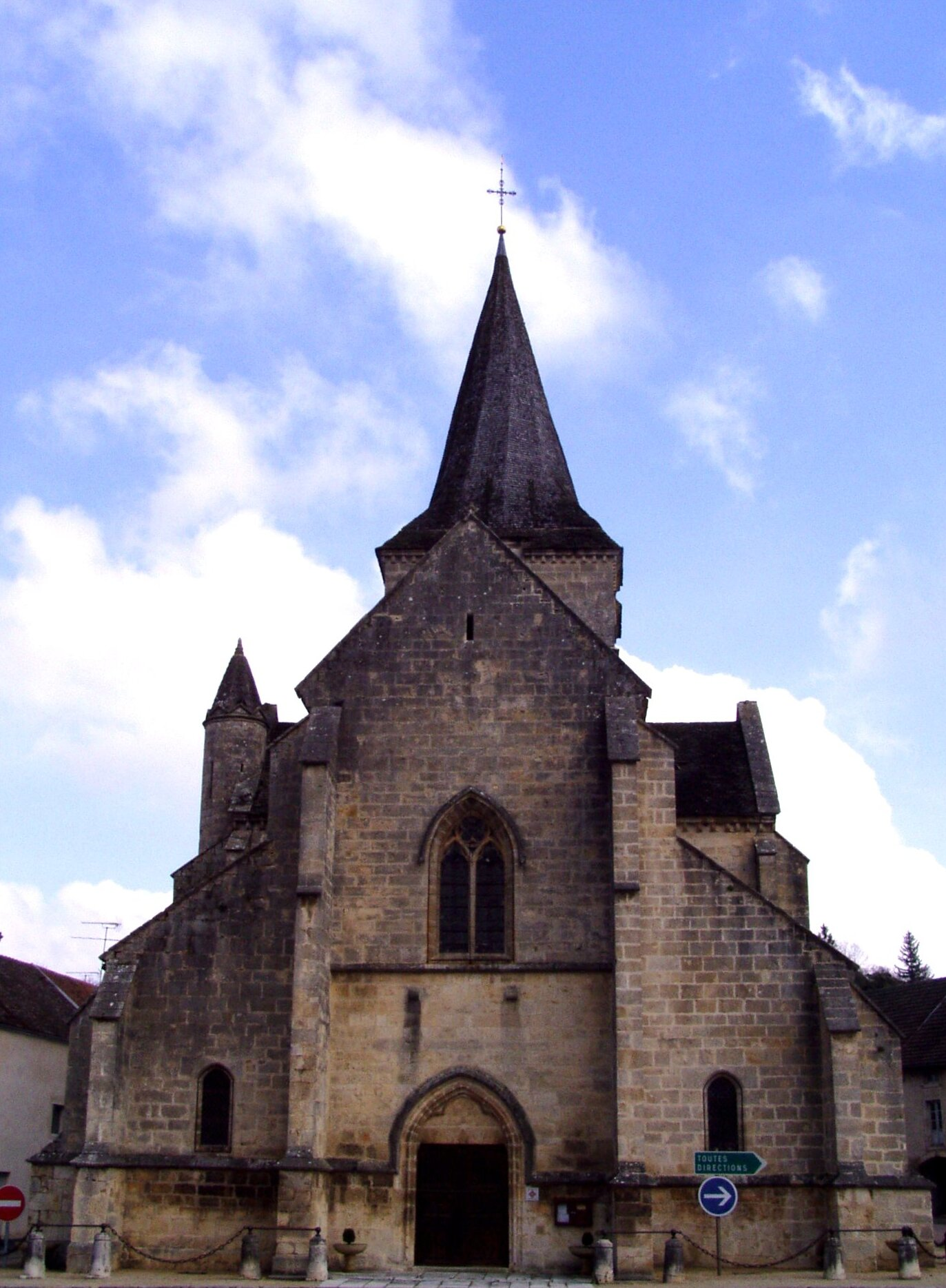
Церква Апостолів Петра і Павла, Бургундія, 12 ст.

Ще в 9 столітті в верхів'ї річок Сени та Луари виникає герцогство Бургундія. Воно було розташоване на суміжних територіях Східної Франції та Нідерландів. На території герцогства Бургундія був перетин важливих торговельних та паломницьких шляхів, що сприяло розвитку ремесел, торгівлі і високої місцевої культури. Остання мала риси як французької, так і нідерландської культур, які розпочали свій шлях до національного формування. Пам'ятки бургундської культури несуть впливи обох середньовічних культур, створюючи цікавий феномен, розмежувати риси яких неможливо. На зламі 14-15 століть феодальне герцогство пережило своєрідний розквіт і суперничало як з Іль де Франс (Францією), так і з Нідерландами. Низка нідерландських майстрів роками працювала в багатих бургунських містах і вважається зараз майстрами — середньовічної Франції. 1477 року вояки сприяли зникненню герцогства і воно було перетворене на провінцію Франції, перебравши на себе історичну назву Бургундія з центром в місті Діжон.

## Життєпис художника
За припущеннями, Жан Малуель народився в місті Неймеген (Нідерланди), куди неодноразово повертався. Свідоцтв про його навчання не збережено. Але відомо. що його дядько і батько були художниками. Логічно представити, що його вчителем був батько, Віллем Малуель. Він — дядько трьох братів Лімбург, що теж походять з родини Малуель.
Збережені відомості про працю художника для французької королеви Ізабо (Ізабели Баварської) в Парижі в 1396–1397 роках. Але в серпні 1397 року зафіксоване його перебування в місті Діжон, столиці Бургундського герцогства, де він отримав призначення на посаду камердинера при герцогському дворі. З цього періоду він мешкав і працював в Діжоні і зберіг посаду камердинера до власної смерті в 1415 році.
1405 року, по смерти герцога Філіпа Сміливого, він відбув в Неймеген, де пошлюбився з Хельвігою ван Редінхавен. Разом з молодою дружиною повернувся в Діжон, де отримував платню більшу, ніж уславлений і талановитий скульптор Клаус Слютер (1340–1406). Художник наново відвідав Неймеген в 1413 році. Помер в Діжоні, залишивши чотирьох дітей і дружину. Удова з дітьми повернулася в Неймеген, де зафіксовані її судові позиви до родини Малуель щодо спільного майна.

## Новонайдений «Христос, підтриманий святим Іваном»
Картину «Христос, підтриманий Св. Іваном після зняття з хреста» (Le Christ de piti soutenu par saint Jean) вважають приналежною пензлю одного з майстрів Бургундської школи Жана Малуеля і датують приблизно 1400 роком. Живопис досліджували в майстернях Лувра дванадцять років. Стільки ж йшли перемови щодо придбання твору в національний музей. 1985 року середньовічну картину придбав антиквар у парафіяльного священика в містечку Вік-ле-Конт (Овернь). Дошка з живописом була вкрита пізніми записами, а її автор вважався невідомим. Антиквар виплатив комуні Вік-ле-Конт 2 300 000 мільйона євро в обмін на відмову комуни на майнові права на твір. Керівництво музею Лувр вважає твір національним надбанням середньовічного мистецтва і виплатило володареві 7 800 000 мільйонів євро.

## Галерея

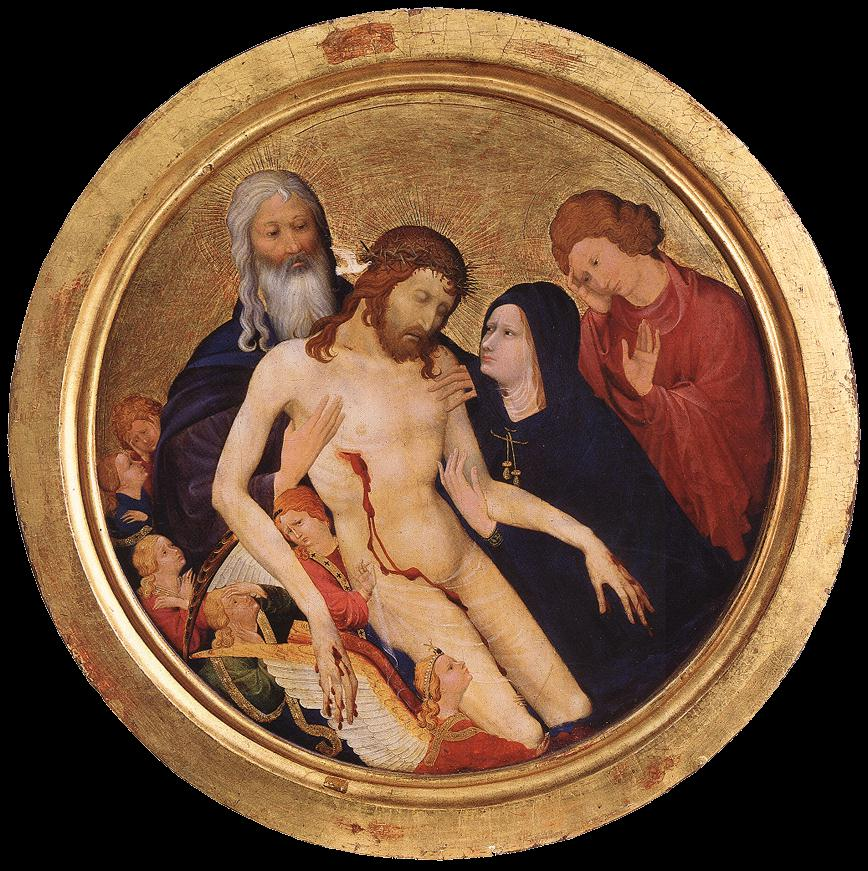
«Оплакування», тондо, Лувр.

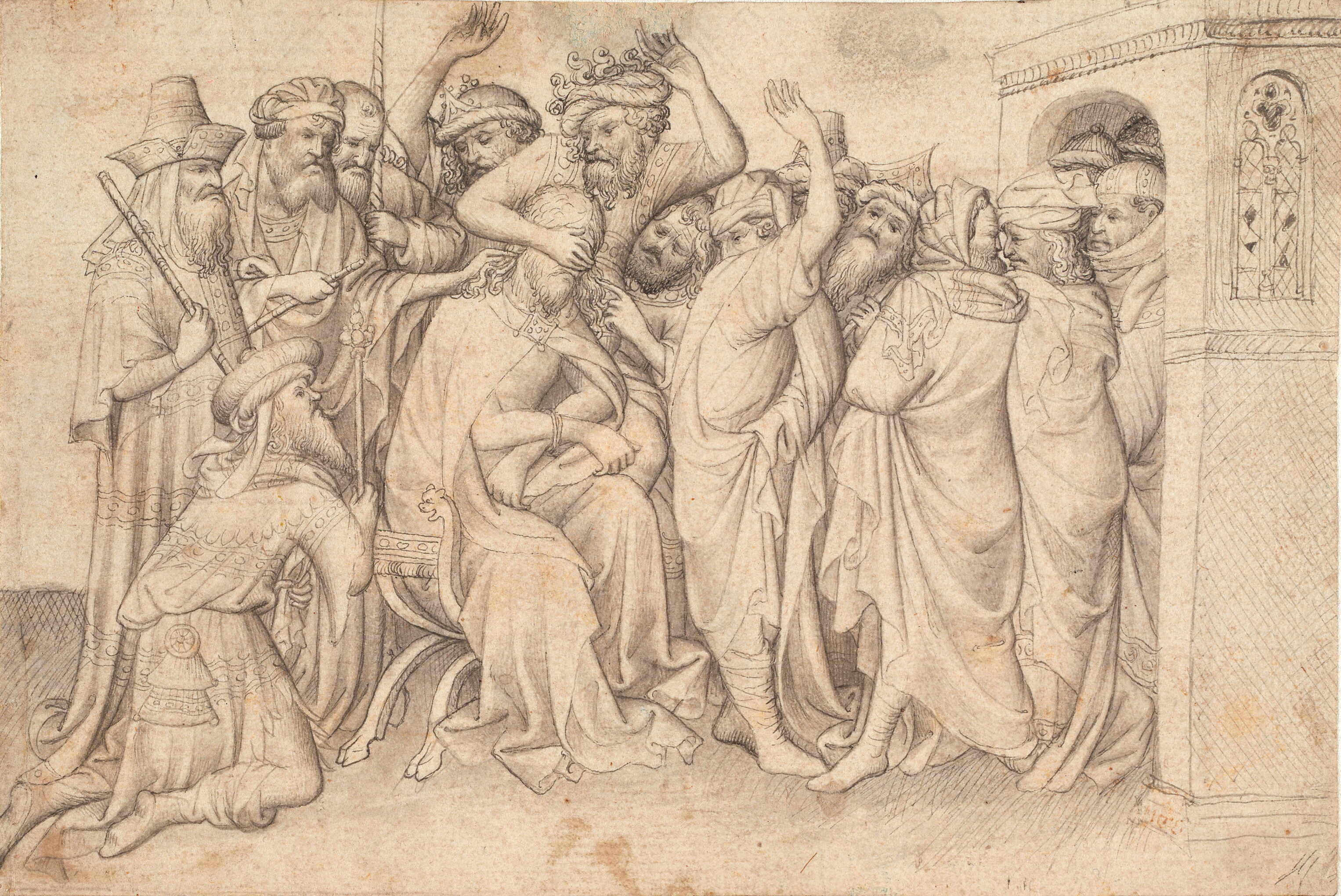
«Знущання над Христом», малюнок, Копенгаген.
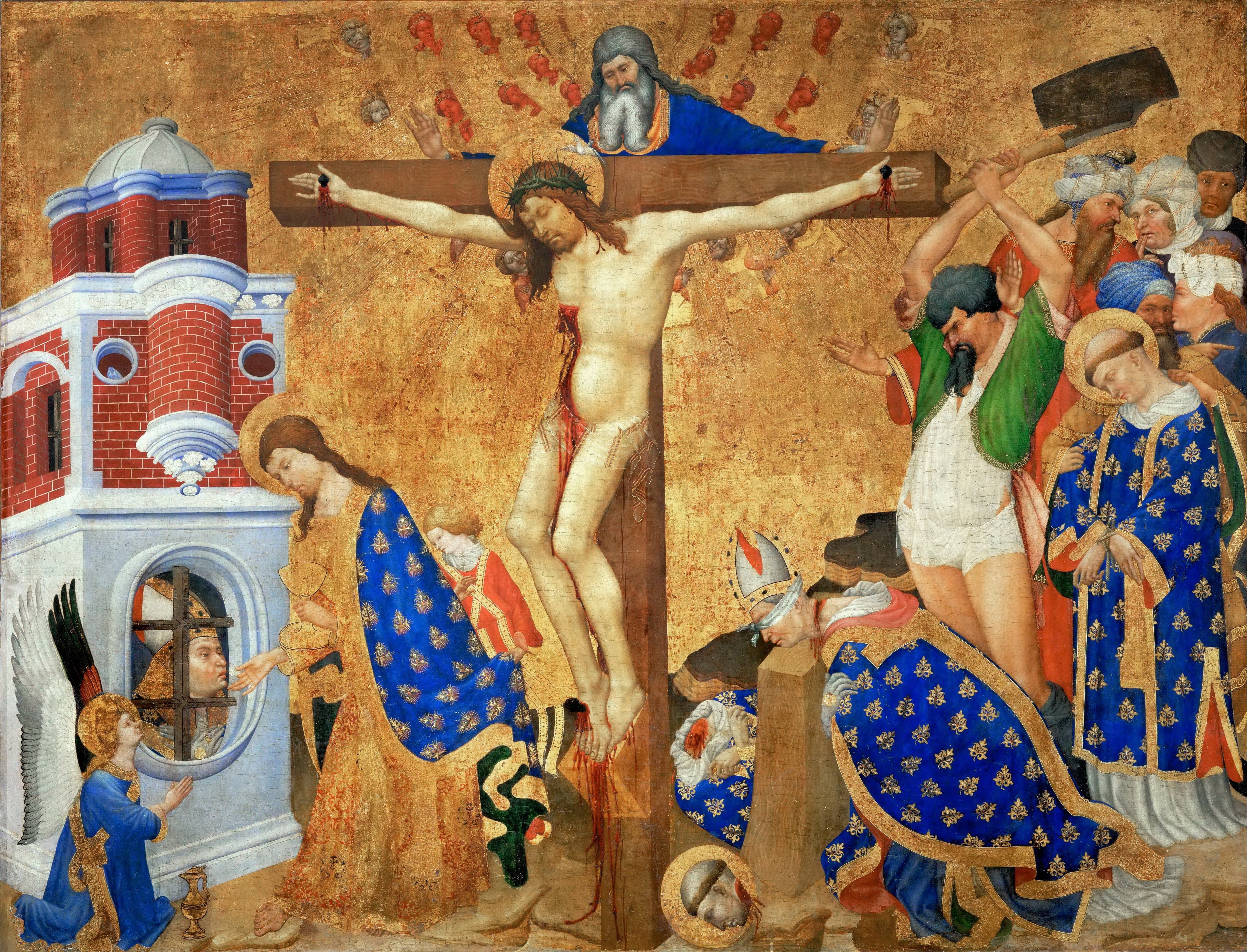
«Свята Трійця з мучеництом святого Дені». Лувр
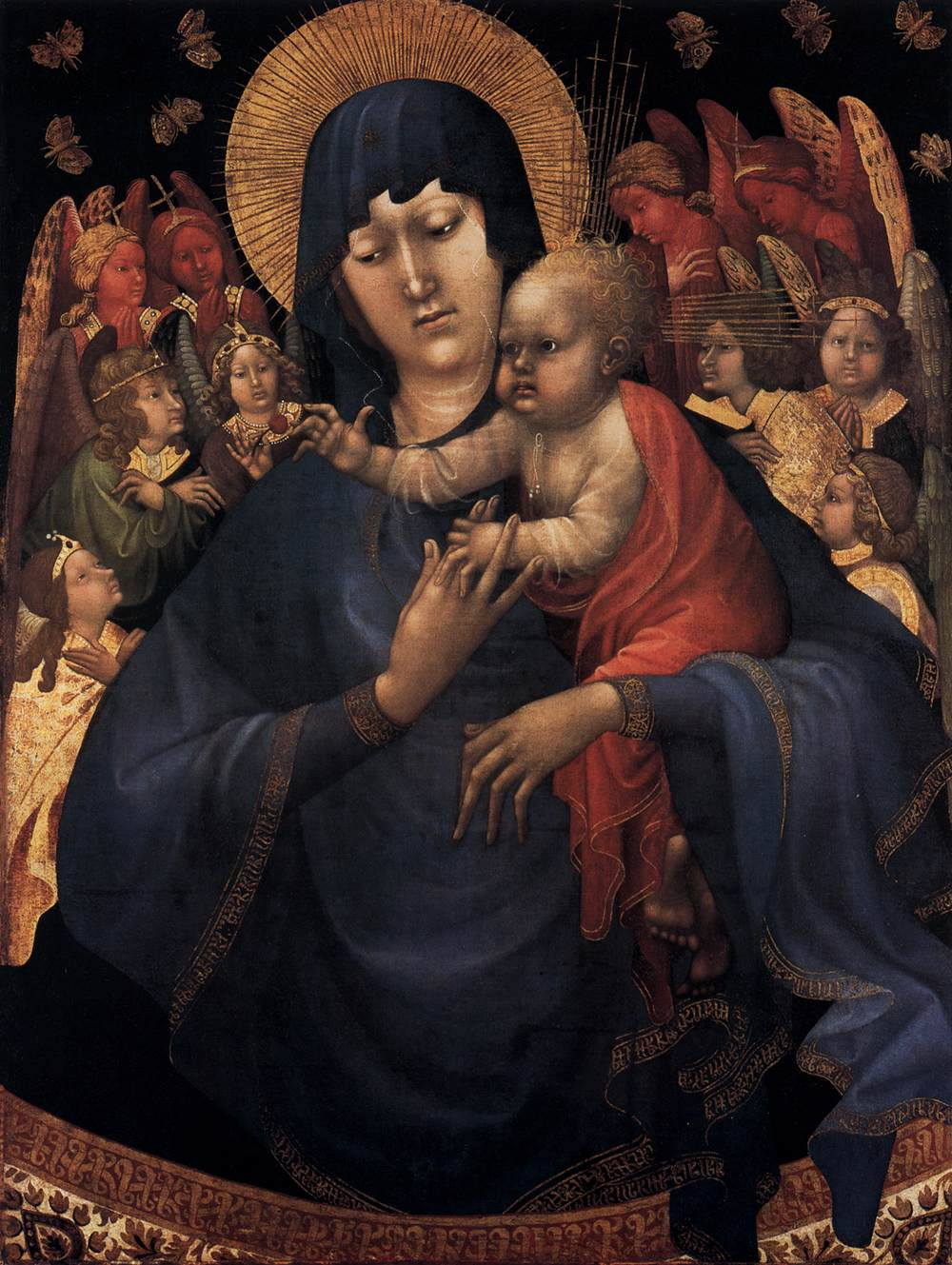
«Мадонна з немовлям і янголами», Берлін.